# بیمارستان دانشگاه اودنسی
بیمارستان دانشگاه اودنسی (به لاتین: Odense University Hospital) یک بیمارستان آموزشی در دانمارک است که در Odense Municipality واقع شده است.